# Zīr Rāhak
Zīr Rāhak (persiska: زير راه, زيرِهَت, زير آهَك, زيرِه هَك, زايِر, زيرِهَك, Zīrak, زیرک, Zīr Rāh, زير راهک) är en ort i Iran.   Den ligger i provinsen Bushehr, i den södra delen av landet, 800 km söder om huvudstaden Teheran. Zīr Rāhak ligger 8 meter över havet och antalet invånare är 138.
Terrängen runt Zīr Rāhak är varierad. Havet är nära Zīr Rāhak åt sydväst.  Närmaste större samhälle är Lāvar-e Sāḩelī, 6,5 km sydost om Zīr Rāhak. 